# Polyán

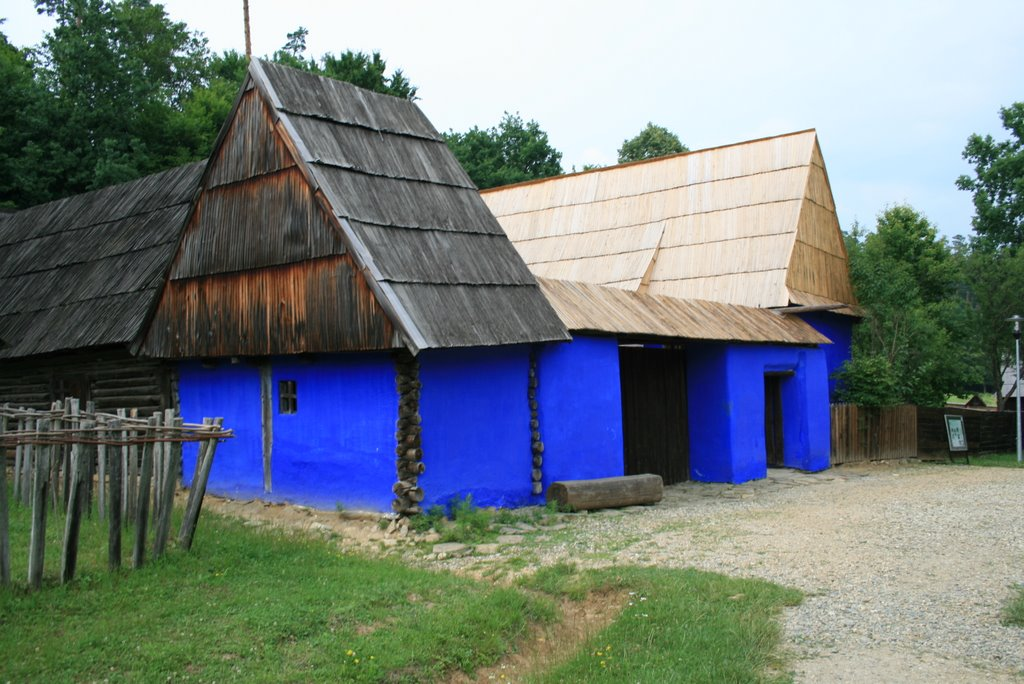
Polyáni juhosgazda 1854-ben épült kerített gazdasága a nagyszebeni szabadtéri múzeumban

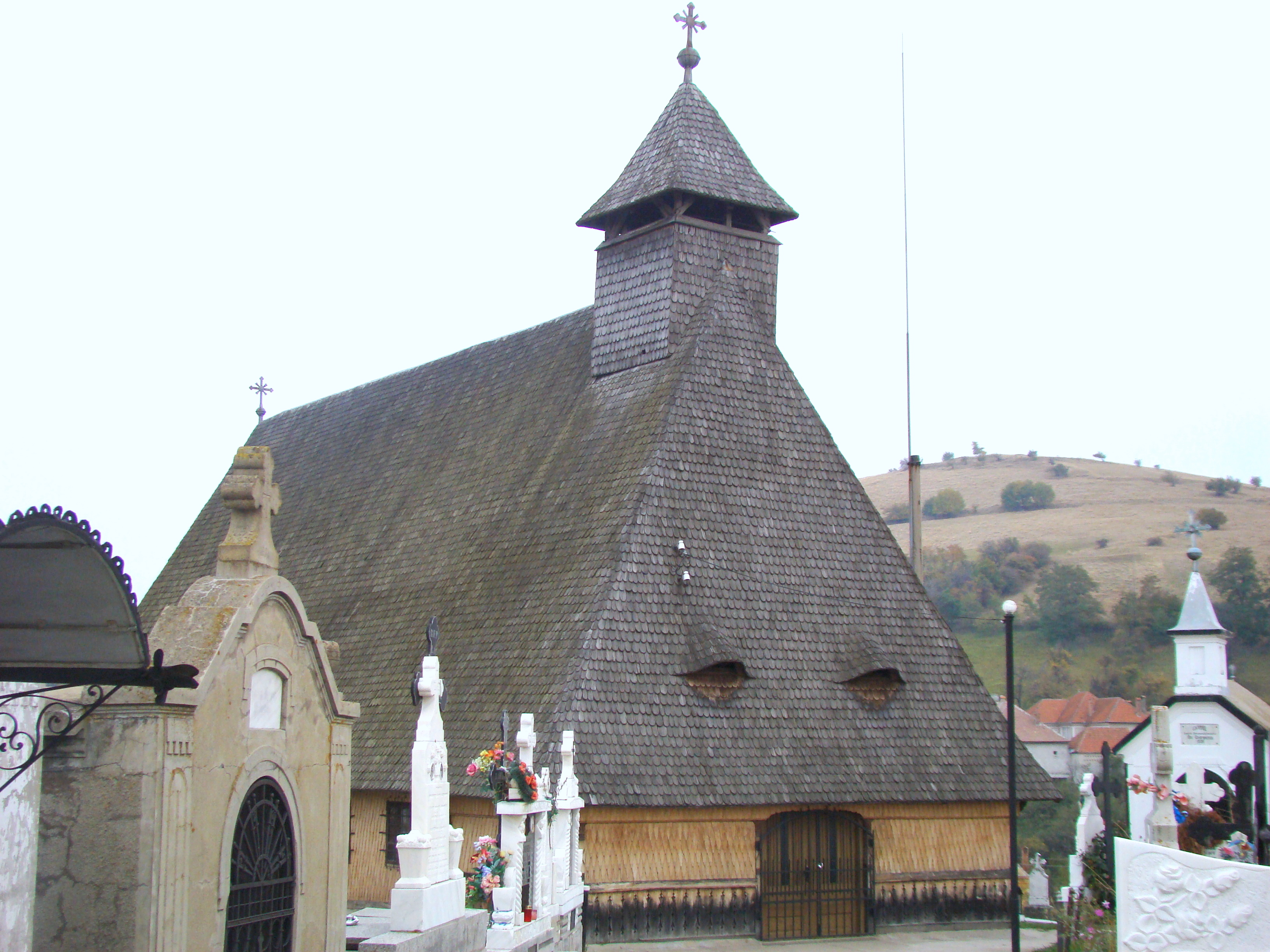
A fatemplom

Polyán (románul Poiana Sibiului, németül Flussau) falu Romániában, Szeben megyében, az azonos nevű község központja.

## Fekvése
Nagyszebentől 40 km-re nyugatra, a Szebeni-Hegyalja tájegységben fekszik.

## Nevének eredete
Első említése 1462-ből maradt fenn, villa Flosawe néven. Mai neve először 1532-ben tűnt föl: Poyan. A szláv eredetű román poiană szó 'havasi tisztás'-t jelent. Német neve a Fluss 'folyóvíz' és az Au 'berek' szavak összetétele.

## Története
Doborka határára települt román falu volt. 1500-ban 19 szász is lakta. Az újkorban az egyik legjelentősebb transzhumáló falu Erdélyben. 1789-ben felmentették az úrbéri kötelezettségek alól. Szerdahelyszékhez, 1876-tól Szeben vármegyéhez tartozott.
A 19. század második felében sok polyáni Dobrudzsába települt, 1940-ben még 176 polyáni születésű egyén lakott a tartományban. A század utolsó negyedében és a 20. század elején a juhászat hanyatlott, de egyike volt azon falvaknak, ahol nem hagytak fel a transzhumálással. A két világháború között új lendületet kapott az ágazat és Polyán Románia juhtartó központja lett. Itt működött a Romániai Juhászok Egyesületének székhelye és itt adták ki a Stâna ('Esztena') című folyóiratot. 1941-ben 590 hektáros határának 59%-a volt erdő és 10%-a legelő, mégis kiemelkedően sok, 80 ezer juhot tartott.
A Ceaușescu-korszakban újra felvirágzott a transzhumálás. A juhosgazdák kb. egyharmada nyájait a Bánátban, a Duna-deltában és Călărași megyében legeltette. A polyániak többsége az 1960-as évektől papíron a síkvidéki falvak termelőszövetkezeteinek alkalmazottja lett. Gyapjúért és sajtért cserébe saját nyájukat is a közös nyájjal együtt legeltették. Gyakran ellenőrizhetetlen módon „privatizálták” a kollektívek vagyonát és húztak hasznot azok nyájaiból. A tiszta gyapjút és a tenyészkosokat az állam vásárolta fel – a gyapjúból Nagydisznódon szőnyegeket készítettek. Az 1980-as években a falu lakóinak gazdagságáról legendák szóltak. Vagyonukból hivalkodó, palota külsejű házakat építettek maguknak.
Az állami megrendelések 1989 után megszűntek, az akkori 1100 juhászból mára alig 200 maradt. A polyániak Románia-szerte sajtot árusítanak a vásárokban.

## Lakossága
- 1786-ban 2198 lakosa volt.
- 1850-ben 4076 lakosából 3989 román és 85 roma nemzetiségű; 4075 ortodox vallású volt.
- 2002-ben 2799 lakosából 2782 volt román és 15 roma nemzetiségű; 2746 ortodox és 51 baptista vallású.

## Látnivalók
- Az ún. „hegyi”, temetővel körülvett ortodox fatemplom 1766-ban épült. Hajóját egy Simion Oprovici nevű craiovai mester, apszisát egy Constantin nevű festő festette ki 1770-ben.

## Híres emberek
- Itt született Ioana Postelnicu román írónő (1910–2004).

## Képek

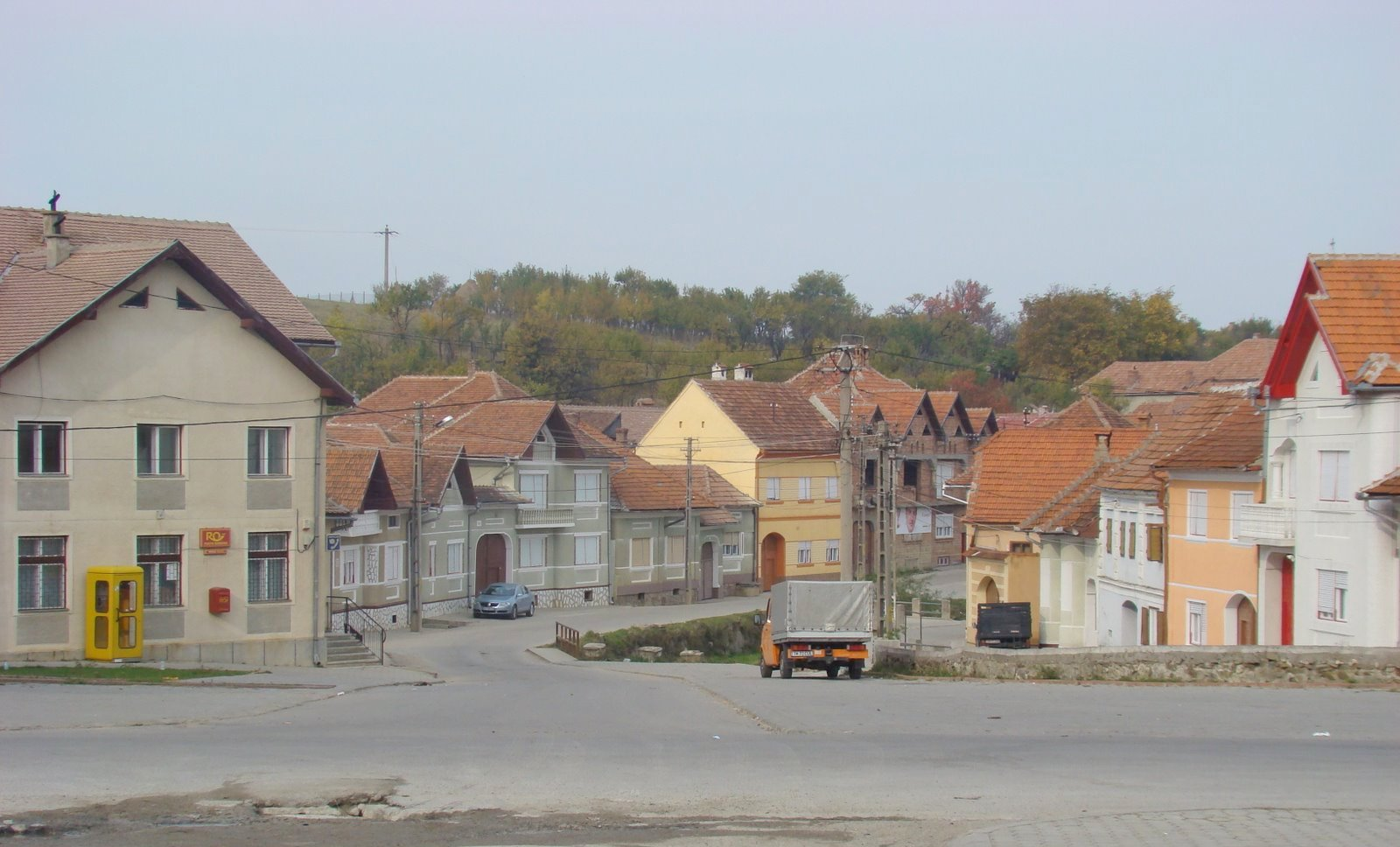
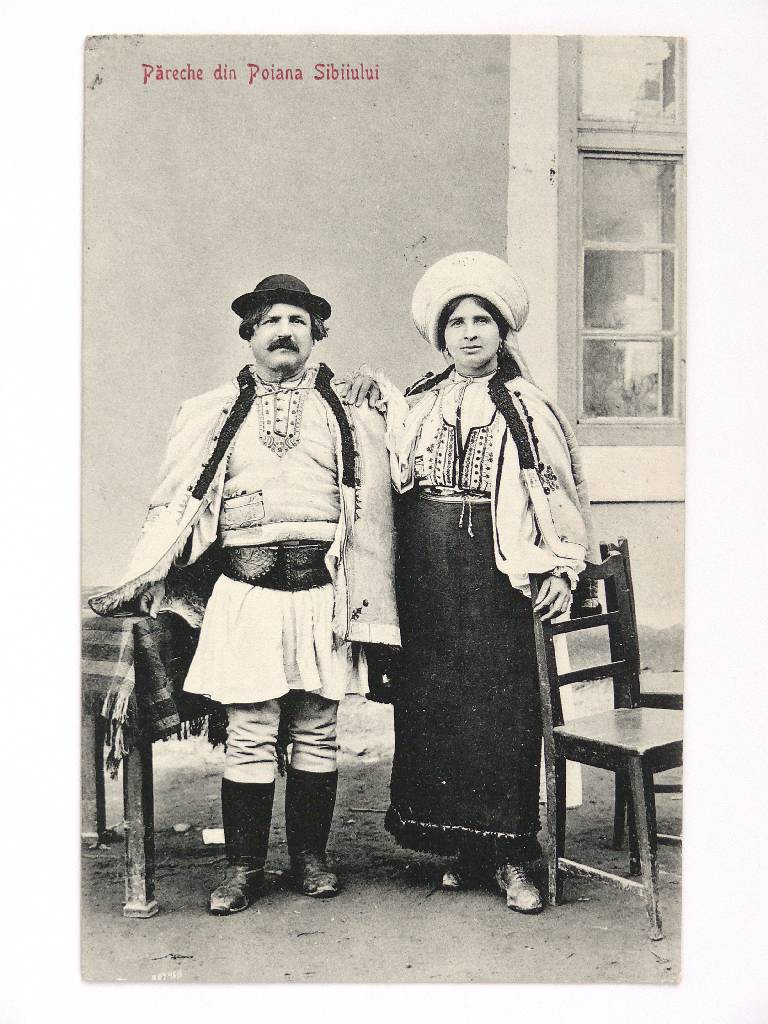
Polyáni házaspár (fotó 1911-ből)
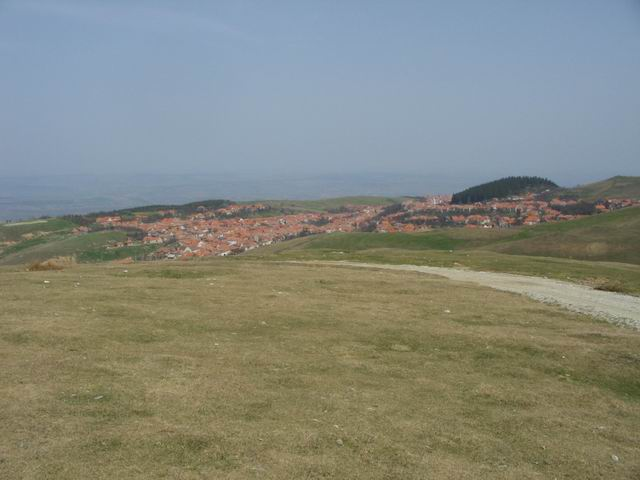
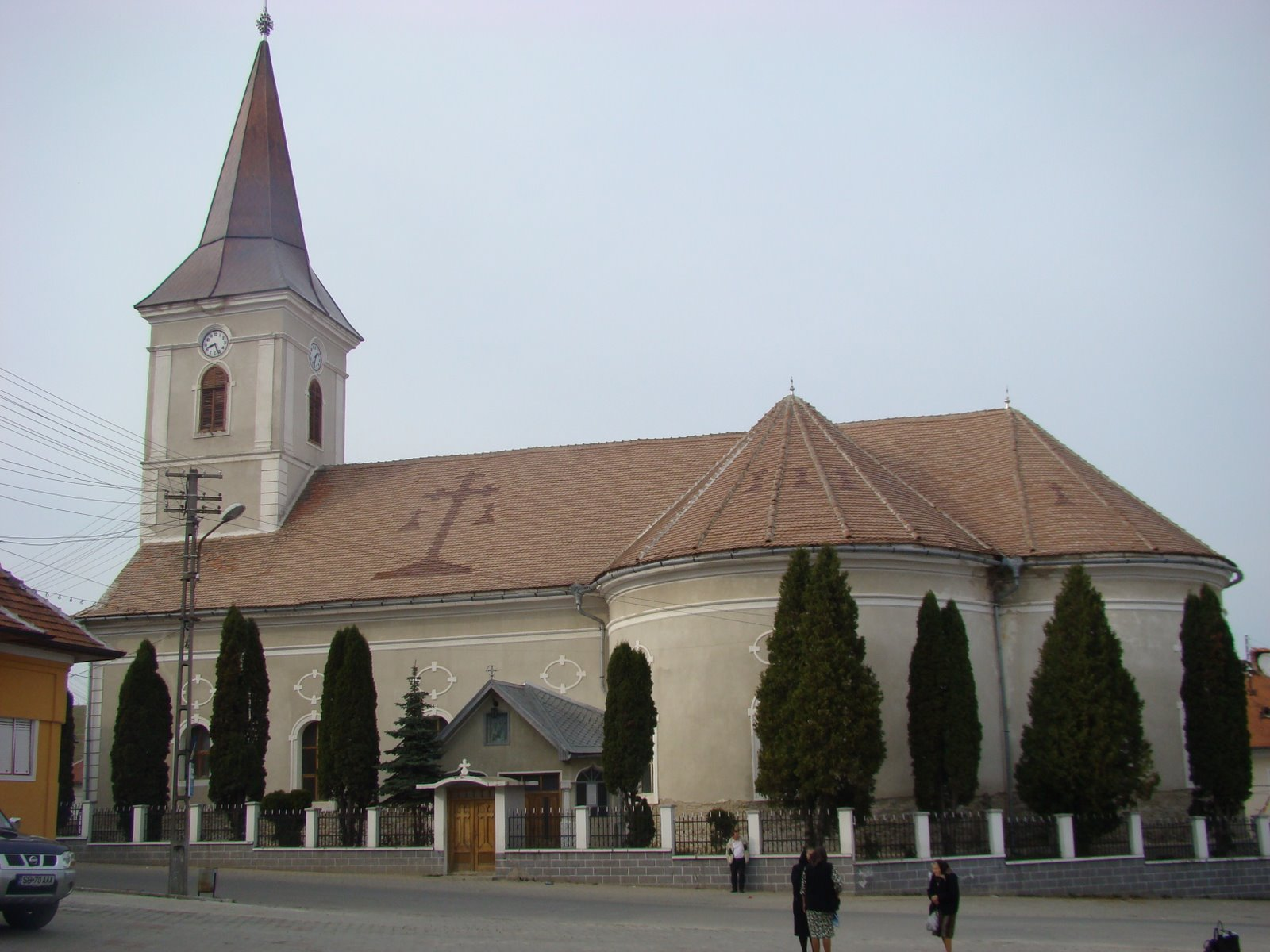
Ortodox kőtemplom